# آرتور فاستر (بازیکن فوتبال، زاده ۱۸۹۴)
آرتور فاستر (انگلیسی: Arthur Foster; ۱۲ نوامبر ۱۸۹۴ – ۹ ژانویهٔ ۱۹۵۴) بازیکن فوتبال اهل بریتانیا بود.
از باشگاه‌هایی که در آن بازی کرده‌است می‌توان به باشگاه فوتبال کورینتیان و باشگاه فوتبال بیرمنگام سیتی اشاره کرد.